# Forêt d'Orléans
Pour les articles homonymes, voir Orléans (homonymie).
La forêt d'Orléans est une forêt partiellement domaniale (à 70 % environ de sa surface) et une région naturelle française située dans le département du Loiret en région Centre-Val de Loire.
Il s'agit de la plus vaste forêt domaniale de France métropolitaine et de la plus vaste forêt de feuillus.
Le massif a également porté le nom de forêt des Loges.

## Histoire

### Moyen Âge
La forêt d'Orléans est intégrée au domaine royal français à la fin du Xe siècle.

### Époque moderne
À la fin du XVIe siècle, la superficie de la forêt détenue par la couronne de France n'est plus que de 39 000 ha, amputée qu'elle est par les défrichements et les donations au clergé.
En 1543, des lettres patentes du roi de France François Ier annoncent l'intention de couper les taillis à douze ans, et « attendu, disent-elles, que la futaie est trop vieille, sèche et pourrie, voulons la réduire à cent ans ».
En 1671, 200 arpents de futaie (1 ha = environ 2,5 arpents) devaient être exploités par an, mais selon les analyses rétrospectives de Jean-Baptiste Plinguet : « on choisissait dix ou douze arbres au milieu d'un triage, laissant tout le reste pour faire fonds pour les gages et chauffages des grands maîtres et officiers : toutes les ventes ne suffisaient pas pour fournir aux charges de la forêt ». Cette même année tous les règlements précédents sont abolis et le réformateur de l'aménagement de la forêt d'Orléans décide que la futaie doit désormais être exploitée à l'âge de 50 ans.
En 1719, les maîtres des forêts décident que les bois seront finalement coupés à vingt, vingt-cinq ou trente ans, selon la nature du sol des divers cantons ; on abattra tous les anciens et modernes, et on ne laissera que seize baliveaux par arpent.
En 1751, on modifie à nouveau cet aménagement, et un édit de 1751 ordonne que les révolutions varieront de vingt à quarante ans, selon la qualité du fonds, et qu'on réservera six anciens, seize modernes et seize jeunes baliveaux par arpent.
Au XVIIe siècle, la forêt est revendue au duc d'Orléans. Plinguet est élève des ponts et chaussées, ingénieur en chef du duc d'Orléans. Après avoir satisfait le Duc dans le travail d'aménagement de la forêt de Montargis qu'il lui avait confié en 1784, il est chargé de réformer l'aménagement de la forêt d'Orléans. Sur la base des archives dont il dispose, il considère que cette forêt a perdu 15 000 ha entre 1671 à 1721, à la suite de ce qu'il appelle l’« usurpation des vides », c'est-à-dire l'occupation par les riverains de vides « où la négligence des maitrises laissait croître la bruyère à la place du taillis » et en raison de trop fréquents changements dans les stratégies d'aménagements du massif.
Pour y remédier Plinguet insiste sur la nécessité de mieux prendre en compte les sols, qu'il étudie au moyen de nombreux sondages du sol, en notant « ce que la terre produit naturellement sous les bois » et il appelle de ses vœux « un corps d'ingénieurs forestiers, c'est-à-dire d'artistes pleins d'activité, intelligents, connaisseurs en bois, et habiles à bien différencier les terrains », qui pourraient travailler « sur le tas et la broussaille » plutôt que « dans les archives, les greffes et le cabinet : qu'on laisse donc aux maitrises le soin d'appliquer les lois judiciaires » Plinguet accuse ses prédécesseurs maîtres des forêts de n'avoir « considéré les bois que sous l'aspect des revenus qu'ils laissent au Trésor ».
Plinguet donne des avis sur les routes forestières qu'il faudrait, dit-il, établir « non pas au hasard, les unes après les autres, mais en combinant d'avance un réseau de grandes artères et de moindres voies, qui embrasse tout un massif » ; il se désespère des énormes abus du pâturage effectué dans les parcelles recépées ou replantées dès l'âge de trois ou quatre ans, livrant les taillis de la forêt d'Orléans aux « ravages de 17,000 bêtes aumailles, 2,500 chevaux et 32,000 bêtes à laine » ; il demande la suppression des concessions de glandée, notant que, « moyennant 20 sols, tous les ménages de quarante-huit paroisses obtenaient le droit de prendre dans la forêt d'Orléans telle quantité de glands qu'il leur plaisait, soit pour vendre, soit pour nourrir des troupeaux de porcs. La nature, cette mère commune produit et mûrit le gland qui tombe, germe et pique en terre une racine, laquelle pivote et nous donne un arbre sans le secours d'aucun travail humain. C'est pourtant ce beau, ce sage procédé de la nature que l'on détruit par ces adjudications de paisson et de glandée, tandis que, d'un autre côté, on dépense des sommes pour faire des plantations et créer des bois ! ».
Bien qu'il ait observé la forêt un peu à la manière des phytosociologues d'aujourd'hui, considérant que ce qui pousse spontanément sous le couvert forestier renseigne sur l'état du sol et du milieu, Plinguet a néanmoins finalement lui-même contribué à surexploiter le milieu en raccourcissant la rotation des coupes (en augmentant - provisoirement - le revenu des parcelles concernées). À partir de 1789, la Révolution française met fin à son travail.

### Époque contemporaine
Très abîmée à la fin du XVIIIe siècle, la forêt est classée domaniale en 1848, et les services de l'Office national des forêts se chargent de la reboiser dès le début du XIXe siècle.
Le massif de Lorris héberge les Résistants français pendant la Seconde Guerre mondiale. Le 14 août 1944, 49 résistants sont tués dans le maquis de Lorris, au carrefour d'Orléans.

## Géographie

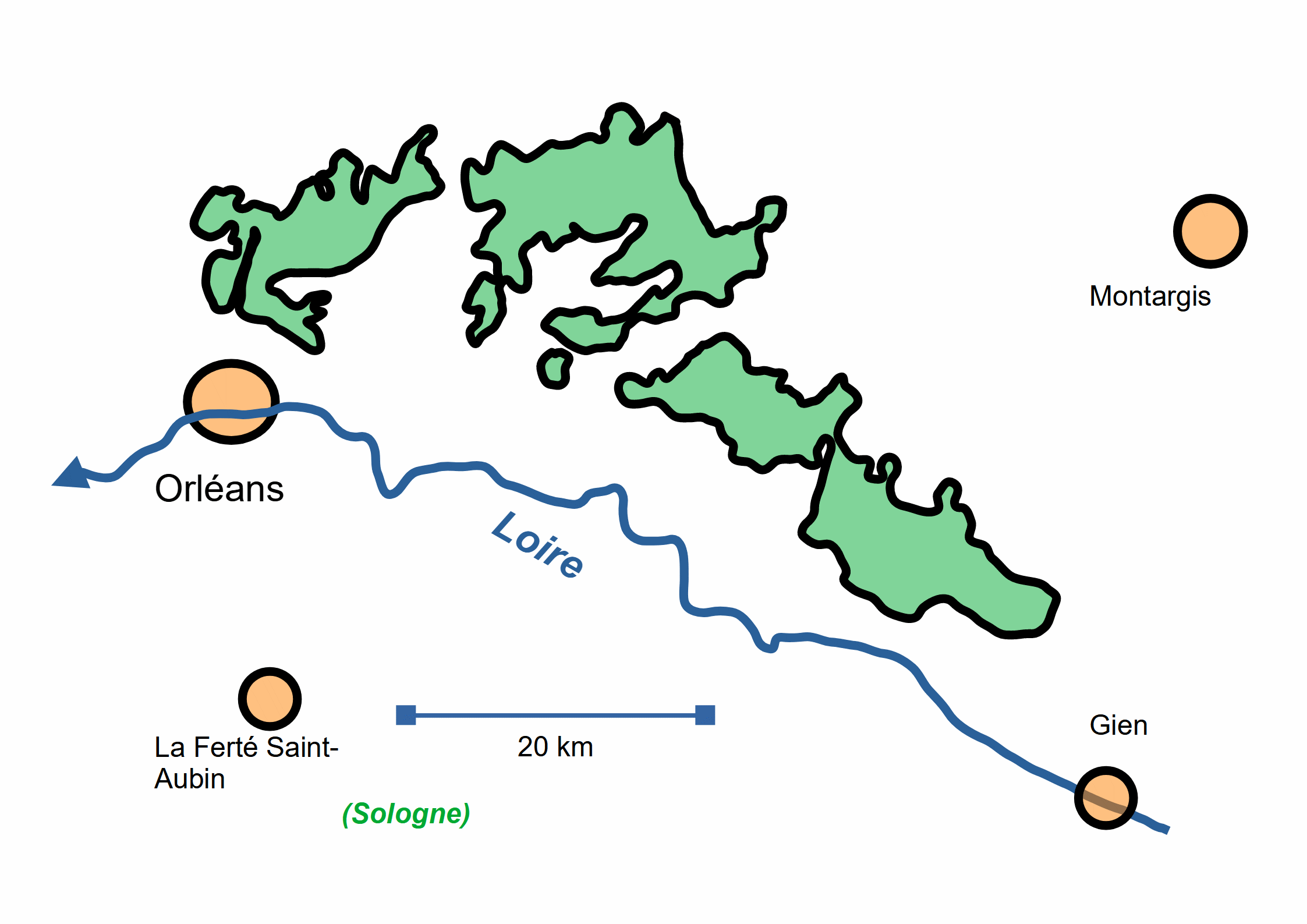

La forêt d'Orléans a une superficie de 50 000 hectares environ répartis sur 35 communes, dont 35 000 hectares de forêt domaniale, ce qui en fait la plus vaste forêt domaniale de France métropolitaine. La forêt est encerclée par les régions naturelles de la Beauce au nord, du Gâtinais à l'Est et du Val de Loire au Sud ; elle s'étend au nord de la Loire sur un vaste arc de cercle d'environ 60 km de longueur, d'Orléans à Gien, et de 5 à 20 km de largeur.
Elle comprend trois grands massifs reliés entre eux par des bois privés : à l'Est, le massif de Lorris, environ 14 400 ha (Nord-est, Est et Sud-est de Sully-sur-Loire) ; au centre, le massif d'Ingrannes, environ 13 600 ha (autour d'Ingrannes et Sully-la-Chapelle), enfin, à l'Ouest, le massif d'Orléans, environ 6 600 ha (immédiatement au nord de l'agglomération orléanaise).

### Réseau routier, voies ferrées et chemins
Les routes départementales 2060 (ex-RN60) et 2152 (ex-RN152) traversent la forêt d'Orléans. Par ailleurs, celle-ci est bordée à l'Ouest, par la route départementale 2020 (ex-RN20) et l'autoroute A10, à l'Est par la route nationale 7 et l'autoroute A77 et au Nord par l'autoroute A19.
Deux lignes ferroviaires traversent la forêt. L'une entre Orléans et Neuville-aux-Bois via Rebréchien (ligne des Aubrais - Orléans à Malesherbes), l'autre entre Orléans et Bellegarde via Vennecy et Vitry-aux-Loges (ligne des Aubrais - Orléans à Montargis).
Les sentiers de grande randonnée (GR) GR 3 et GR 32 traversent la forêt d'Orléans.

### Communes

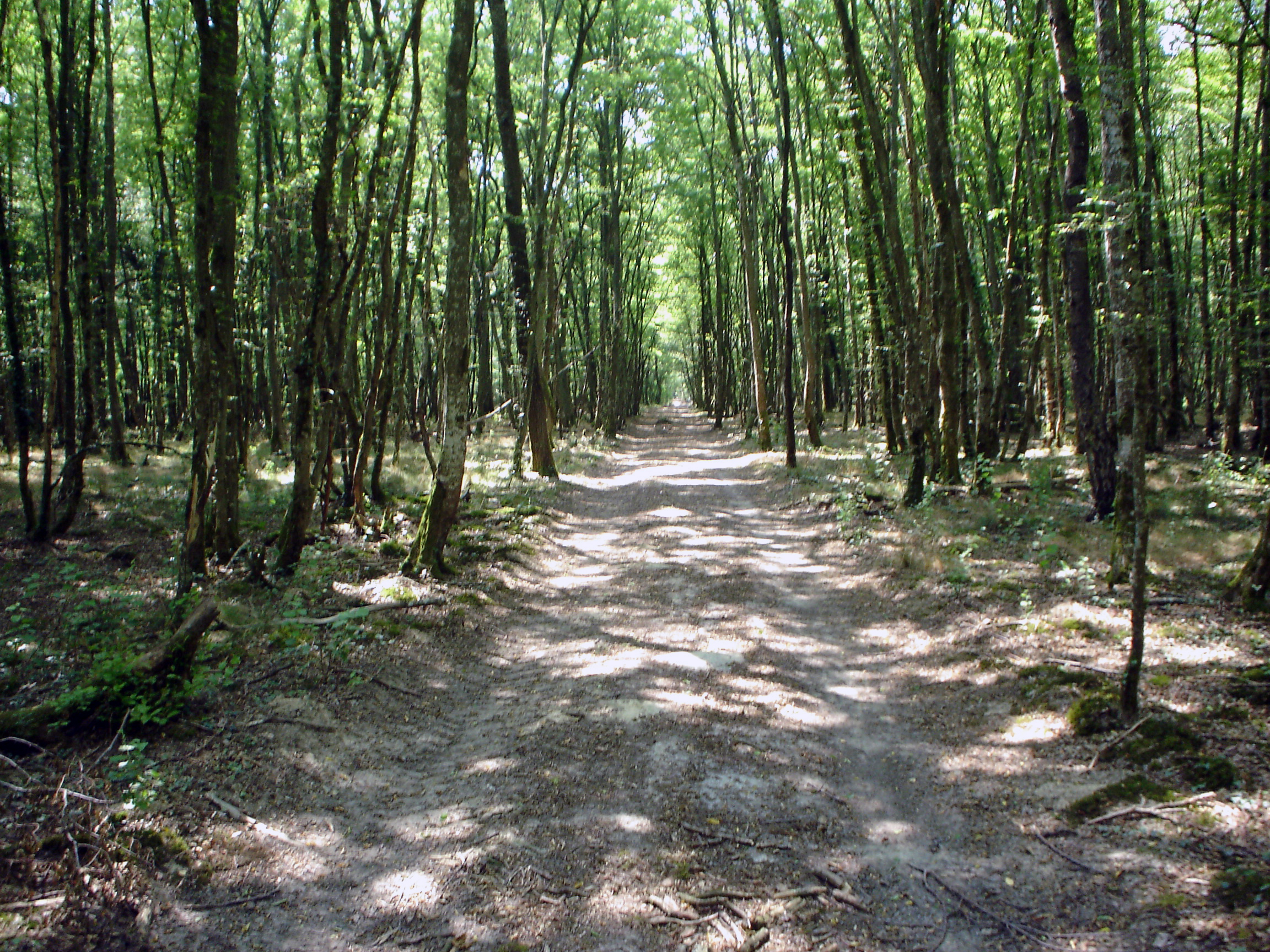
La forêt d'Orléans à Saran

Les communes suivantes possèdent tout ou une partie de leur territoire dans la forêt d'Orléans : 
- Boigny-sur-Bionne*
- Boiscommun (massif d'Ingrannes)
- Les Bordes (massif de Lorris)
- Bougy-lez-Neuville (massif d'Orléans)
- Bouzy-la-Forêt (massif de Lorris)
- Bray-en-Val (massif de Lorris)
- Cercottes (massif d'Orléans)
- Chambon-la-Forêt (massif d'Ingrannes)
- Chanteau (massif d'Orléans)
- Châteauneuf-sur-Loire (massif de Lorris)
- Châtenoy (massif de Lorris)
- Chevilly (massif d'Orléans)
- Chilleurs-aux-Bois (massif d'Ingrannes)
- Les Choux (massif de Lorris)
- Combreux (massifs de Lorris et d'Ingrannes)
- Coudroy (massif de Lorris)
- Courcy-aux-Loges (massif d'Ingrannes)
- Dampierre-en-Burly (massif de Lorris)
- Fay-aux-Loges (massif d'Ingrannes)
- Fleury-les-Aubrais (massif d'Orléans)
- Ingrannes (massif d'Ingrannes)
- Lorris (massif de Lorris)
- Loury (massifs d'Ingrannes et d'Orléans)
- Marigny-les-Usages*
- Le Moulinet-sur-Solin (massif de Lorris)
- Montereau (massif de Lorris)
- Nesploy (massif d'Ingrannes)
- Neuville-aux-Bois (massif d'Orléans)
- Nibelle (massif d'Ingrannes)
- Ouzouer-sur-Loire (massif de Lorris)
- Rebréchien (massif d'Orléans)
- Saint-Jean-de-Braye (massif d'Orléans)*
- Saint-Lyé-la-Forêt (massif d'Orléans)
- Saran (massif d'Orléans)
- Seichebrières (massif d'Ingrannes)
- Semoy (massif d'Orléans)
- Sully-la-Chapelle (massif d'Ingrannes)
- Saint-Martin-d'Abbat (massif de Lorris)
- Sury-aux-Bois (massifs de Lorris et d'Ingrannes)
- Traînou (massif d'Ingrannes)
- Vieilles-Maisons-sur-Joudry (massif de Lorris)
- Vitry-aux-Loges (massifs de Lorris et d'Ingrannes)
- Vrigny (massif d'Ingrannes)

### Lieux-dits
La forêt d'Orléans comprend de nombreux lieux-dits :
Les carrefours
- la Barrière-Cassée
- Chênailles
- le Chêne de l'évangile
- la Croix aux Tourtes
- les Domaines, les Étangs
- la Résistance
- les Quatre-Routes
- les Cinq-Routes
- les Six-Routes
- Les Sept-Routes
- les Huit-Routes
- les Neuf-Routes
- Sully
- l'écluse de la Chênetière

### Les cours-d'eau
- le canal d'Orléans ;
- le Cens ;
- la Motte Bucy
- l'Œuf.

### Les étangs
Binoche, les Bois, Courcambon, Grand-Vau, Gué-des-Cens, Gué-l'évêque, les Liesses, Morches, Molandon, Neuf, Neuf-de-Combreux, Neuf-de-Centimaisons, Noue-Mazone, Orléans, Ravoir, Retrève, la Vallée.

### Les marais
- Le marais du Saussis à Rebréchien
- Le marais de l'Ermitage à Rebréchien

### Relief et humidité

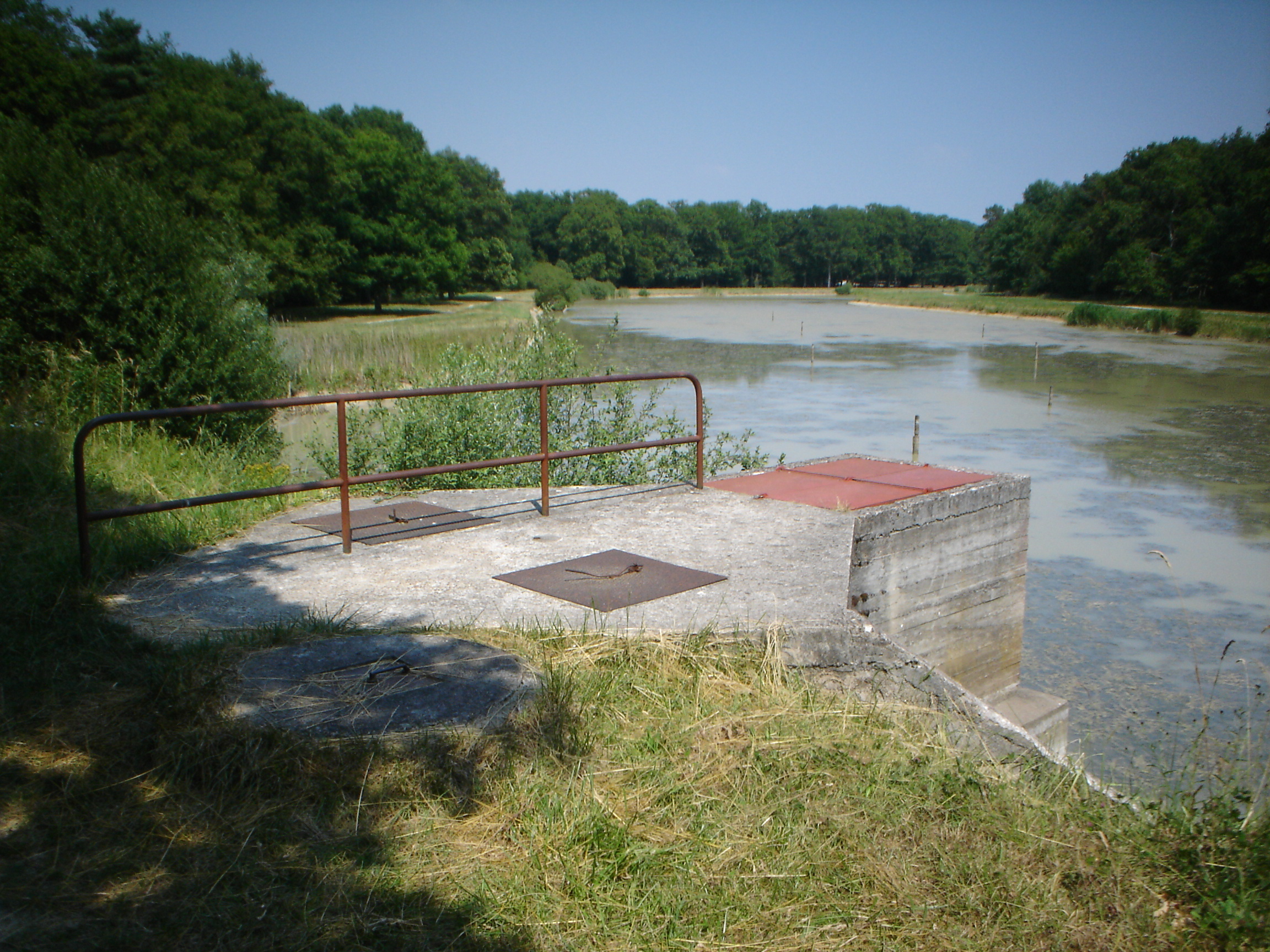
Étang de la Retrève, Cercottes.

La forêt est très plate puisque son altitude maximum est de 177 mètres à l'extrême Sud-Est (lisière du massif de Lorris sur le chemin des Choux - commune des Choux) alors que le point le plus bas se trouve à la cote 107 près de la maison forestière du Gué Girault dans le massif d'Ingrannes, soit une différence de niveau de 70 mètres sur 50 000 hectares.
Cette absence de relief, alliée à l'imperméabilité du sous-sol, constitue un obstacle à l'écoulement naturel des eaux de pluie et explique l'humidité du terrain et l'abondance des étangs, des fontaines et des marécages appelés localement marchais (le marchais aux prêtres, le marchais de la vallée, le marchais clair, le marchais aux cannes, le marchais mignon, etc.).
De nombreux autres noms de lieux de la forêt rappellent la nature humide des sols : la Bouillante (bourbier), la Fontaine, la Fontenelle, la Vallée des joncs, les Orfosses mouillées, la noue (prairie marécageuse) des Gastils, la noue malade, etc.
Cependant, d'importants travaux d'assainissement ont été réalisés à partir du début du XIXe siècle et, actuellement, l'entretien de plus de 5 000 km de fossés contribue à la mise en valeur de la forêt.

### Incidence sur le climat local
Les vents dominants dans la région viennent du sud-ouest, aidés en cela par la vallée de la Loire jusqu'à Orléans. Or les orages sont, de façon générale, ralentis et diminués voire stoppés par les grandes forêts (alors qu'ils ne font que contourner celles plus réduites) ; mais avant de ce faire, leur intensité s'accroît dans la zone où il rencontre la forêt. Ainsi, les terres au sud-ouest et à l'ouest de la forêt d'Orléans tendent à subir plus d'orages que celles situées de l'est au nord de celle-ci. Cela est une tendance générale et les exceptions dues à des particularismes locaux sont fréquentes.

## Géologie
Le sous-sol de la forêt d'Orléans est constitué de sables et d'argiles de l'ère tertiaire disposés en couches superposées. Les géologues y distinguent deux formations : les marnes et argiles de l'Orléanais à l'ouest et les sables et argiles de Sologne à l'est.
L'argile compacte s'opposant à la pénétration des racines, la richesse du sol est conditionnée par l'épaisseur de la terre végétale et du sable de surface. Cette épaisseur est très variable : parfois très faible, au nord d'Orléans ou dans la région de Trainou, elle peut atteindre exceptionnellement plusieurs mètres dans le massif de Lorris.
Au nord d'une ligne schématique Cercottes-Loury-Chambon, le calcaire de Beauce affleure parfois sous forme de marnes assez riches mais compactes. Au sud de cette ligne, le calcaire fait complètement défaut et les sols sont généralement pauvres et très acides, convenant souvent mieux aux résineux qu'aux feuillus.
Globalement, on peut observer que les sols sont de plus en plus sableux et sains au fur et à mesure qu'on s'éloigne d'Orléans pour se diriger vers l'est : alors que le massif d'Orléans présente de nombreuses zones mouilleuses ou argileuses difficilement accessibles en hiver, le massif de Lorris est plus sec et plus sain, mais son sol est également plus acide.
Une source d'eau est située à Chambon-la-Forêt.
Le sous-sol du massif d'Orléans contient une trentaine de gouffres, c'est-à-dire de cavités formées dans le calcaire, plus ou moins profonds. Le gouffre le plus important est celui de Sans-Ronce, découvert en 1952, « qui à lui seul draine plus de 40 hectares de forêt ». Une convention mise en place entre l'ONF et une association de spéléologie loirétaine délègue à l'association l'entretien du gouffre, des actions d'animations et des inventaires naturalistes. Le gouffre de Sans-Ronce est une « cavité naturelle de plus de 100 mètres de développement et 25 mètres de profondeur ».

## Flore et faune

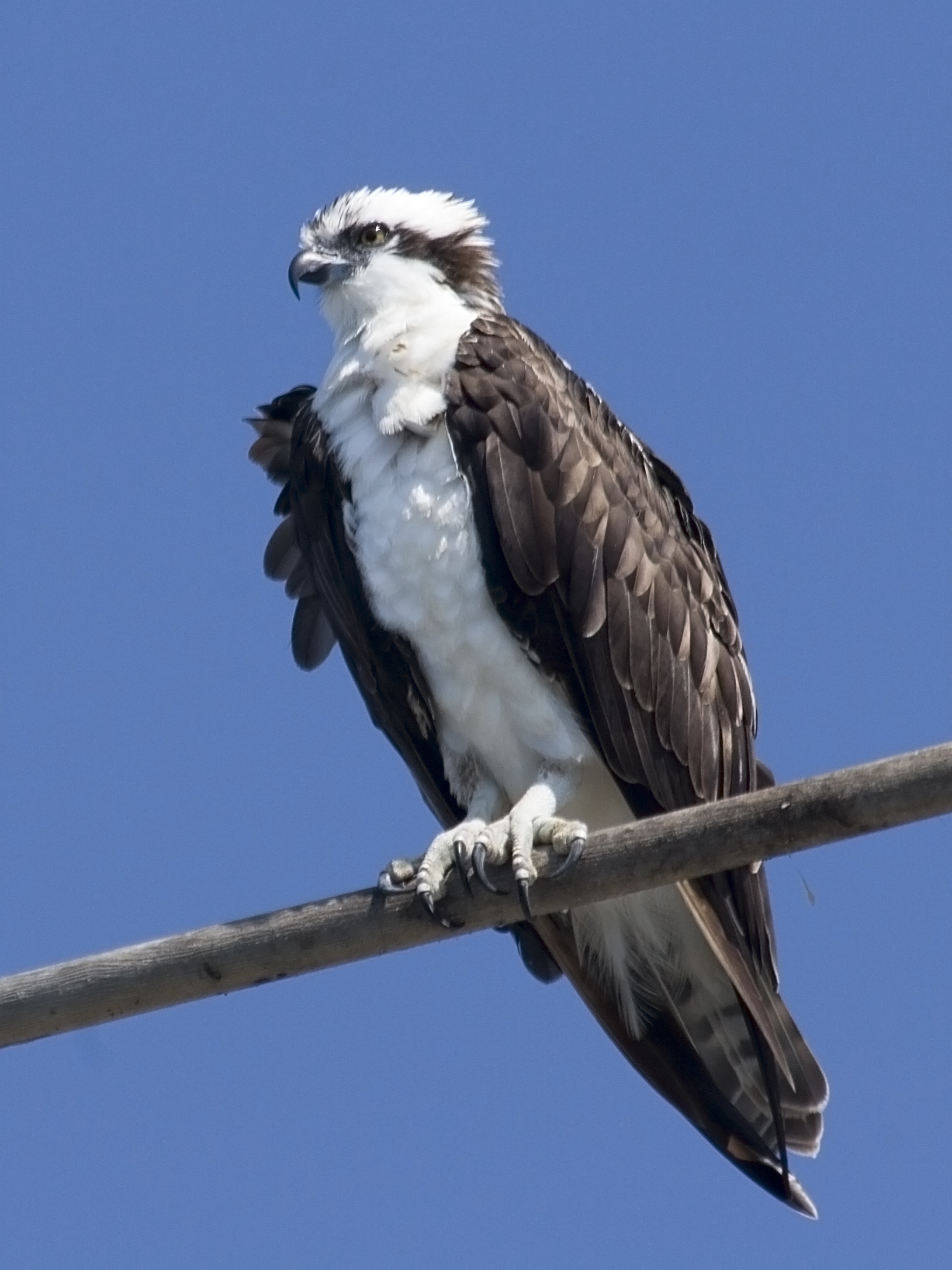
Le balbuzard pêcheur, de retour depuis 1984 en forêt d'Orléans

La forêt d'Orléans est mixte. Parmi les feuillus, le chêne pédonculé domine en représentant plus de la moitié des arbres de la forêt. Les résineux sont principalement des pins sylvestres, qui couvrent environ un tiers de la forêt. Outre ces deux espèces, on peut également trouver des bouleaux, des charmes, des hêtres, des noisetiers, des pins Laricio de Corse, des pommiers sauvages, des tilleuls.
Plusieurs espèces d'oiseaux nichent dans la forêt d'Orléans, il s'agit du balbuzard pêcheur (de retour depuis 1984), de l'aigle botté, du circaète Jean-le-Blanc, de la bondrée apivore, du busard Saint-Martin, de l'engoulevent d'Europe, des pics noir, mar et cendré, de l'alouette lulu et de la fauvette pitchou. D'autres, telles la grande aigrette ou la grue cendrée, y effectuent une étape au cours de leur migration.
De nombreuses autres espèces animales sont présentes : cerf, chevreuil, lièvre, faisan, écureuil, sanglier, ou encore la grenouille rousse.

## Classement
La réserve naturelle régionale des Grandes Bruyères a été créée en 1979 sur le territoire de la commune d'Ingrannes. Elle couvre environ 25 ha.
En février 2004, une zone de 32 177 ha de la forêt d'Orléans a fait l'objet d'un classement Natura 2000 en zone de protection spéciale (ZPS). Incluant et débordant largement des massifs de Lorris et d'Ingrannes, c'est une zone importante pour la conservation des oiseaux protégeant notamment le balbuzard pêcheur, l'aigle botté, le pic mar et l'engoulevent d'Europe qui en ont fait un site de nidification.
Une zone naturelle d'intérêt écologique, faunistique et floristique (ZNIEFF) de 28 ha a été définie en 2010 à Lorris, l’aire de balbuzard du carrefour de Joinville. Elle est essentiellement plantée de conifères et présente un intérêt ornithologique du fait de la présence du balbuzard, de l'engoulevent, de la bécasse des bois et du faucon hobereau. 

Au-delà, ce sont 36 086 ha de la forêt au nord de la Loire qui sont classés en ZNIEFF, avec 37 communes concernées et incluant l'étang de Courcambon, l'étang de Molandon et l'étang et vallon de Ravoir.
À signaler aussi plus de trente parcelles totalisant 2 251 ha, dans la forêt d'Orléans ou en périphérie, classées depuis 2013 comme sites d’intérêt communautaire (SIC) pour leurs zones humides (étangs, tourbières, marais, mares), leur richesse floristique (bryophytes, lichens et champignons) et faunistique notamment pour l'avifaune (rapaces mais aussi chiroptères, amphibiens et insectes), et la présence vraisemblable à proximité de Eriogaster catax (laineuse du chêne), Limoniscus violaceus (taupin violacé), Cerambyx cerdo (capricorne du chêne) et Osmoderma eremita (pique-prune).

## Patrimoine

### Civil

#### Châteaux
- Le château de Chamerolles à Chilleurs-aux-Bois[19] ;
- Le château de Combreux à Combreux[20] ;

- Le château de Cossoles à Chevilly

- Le château du Hallier à Nibelle[21] ;
- Le château de la Rivière à Châtenoy[22] ;
- Le château de la Motte à Saint-Lyé-la-Forêt[23].

Châteaux de la forêt d'Orléans
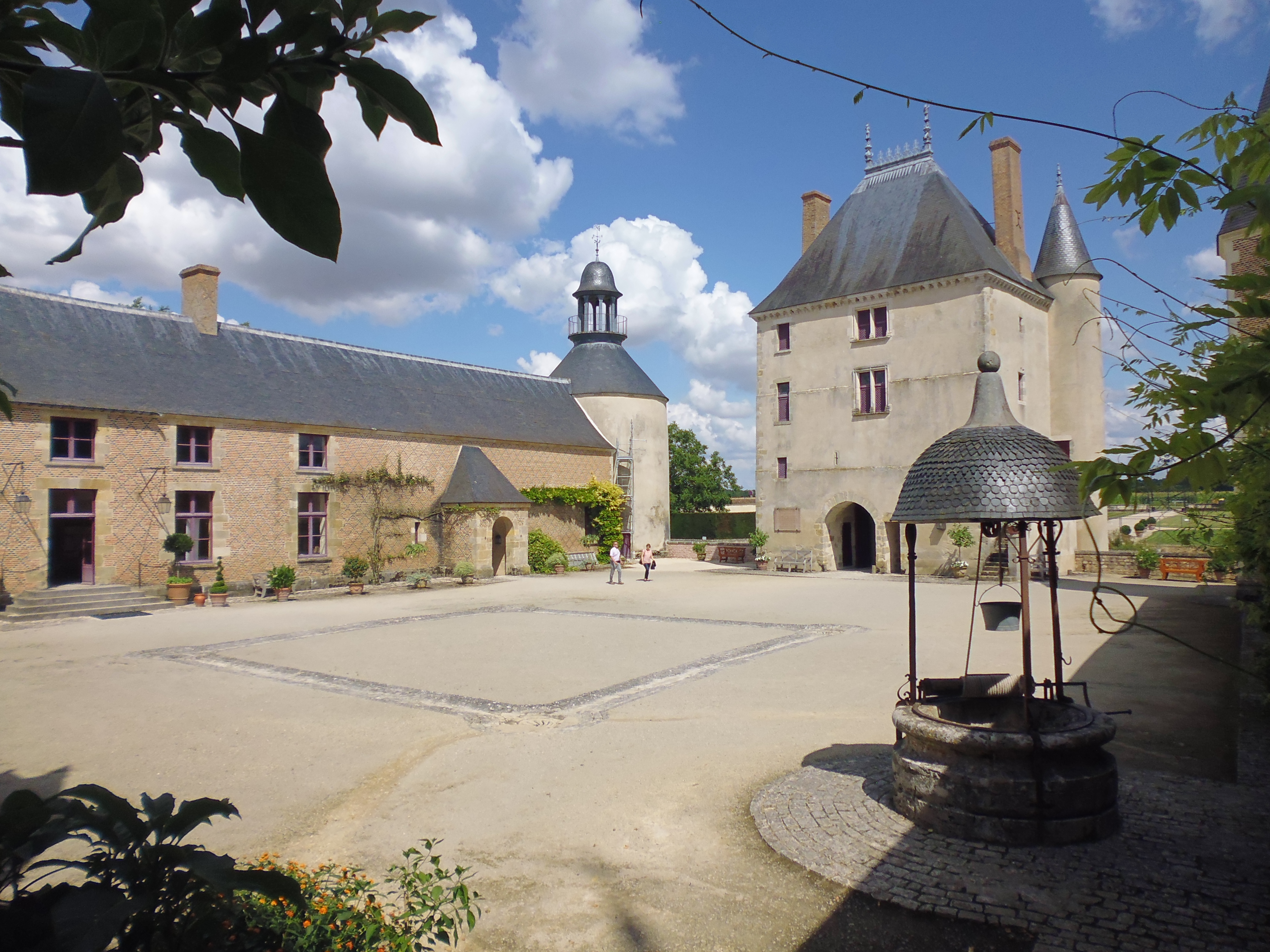
Chamerolles
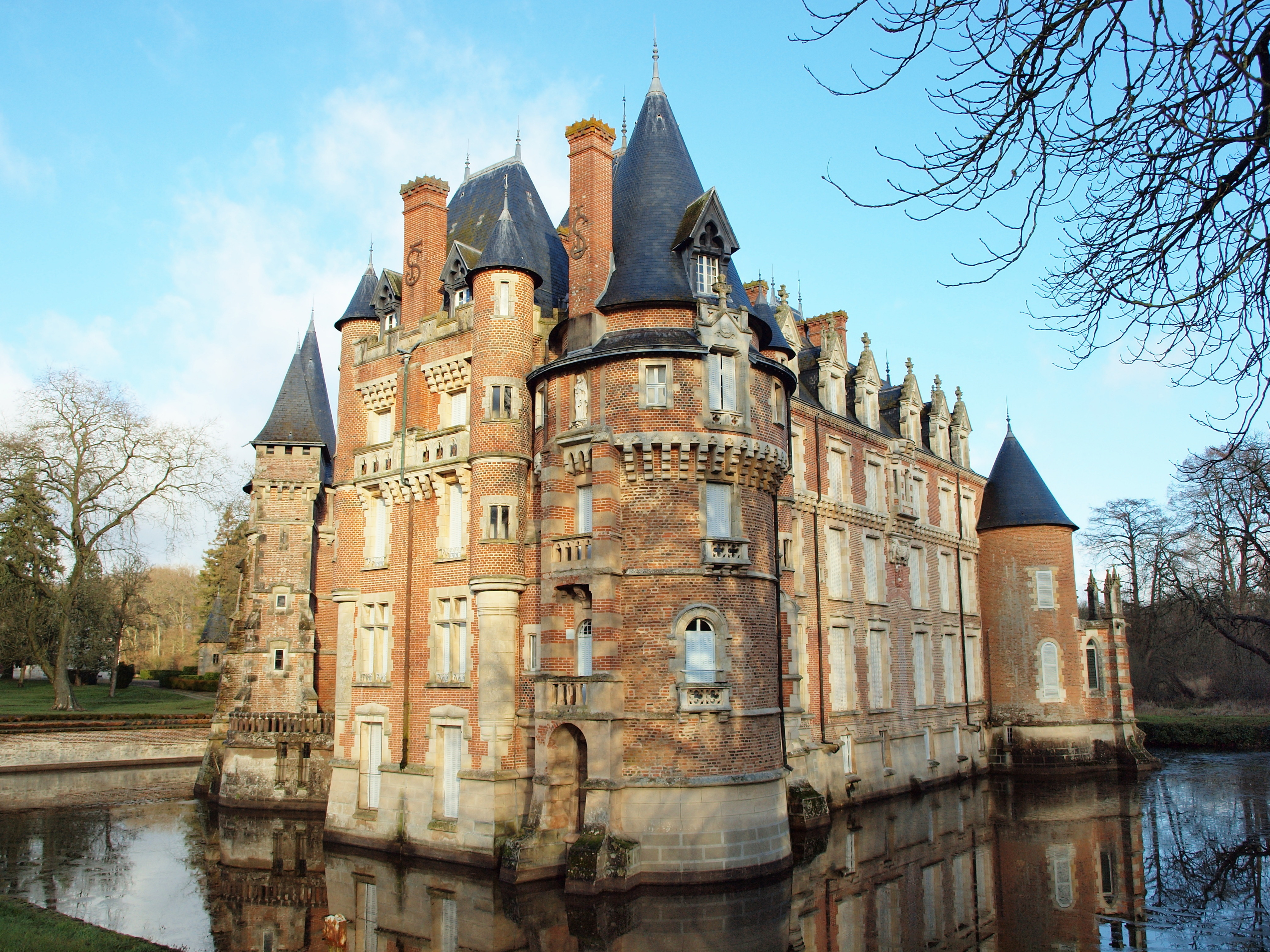
Combreux
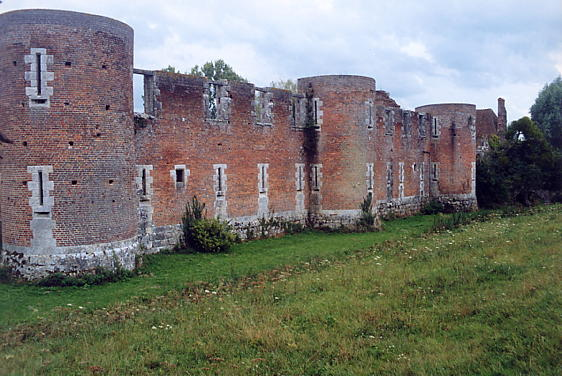
Le Hallier

#### Musées
- Le musée des métiers et des légendes de la forêt d'Orléans à Loury ;
- Le musée de la Résistance et de la Déportation à Lorris.

#### Autres
- L'arboretum des Grandes Bruyères à Ingrannes[24] ;
- La maison forestière à Ouzouer-sur-Loire ;

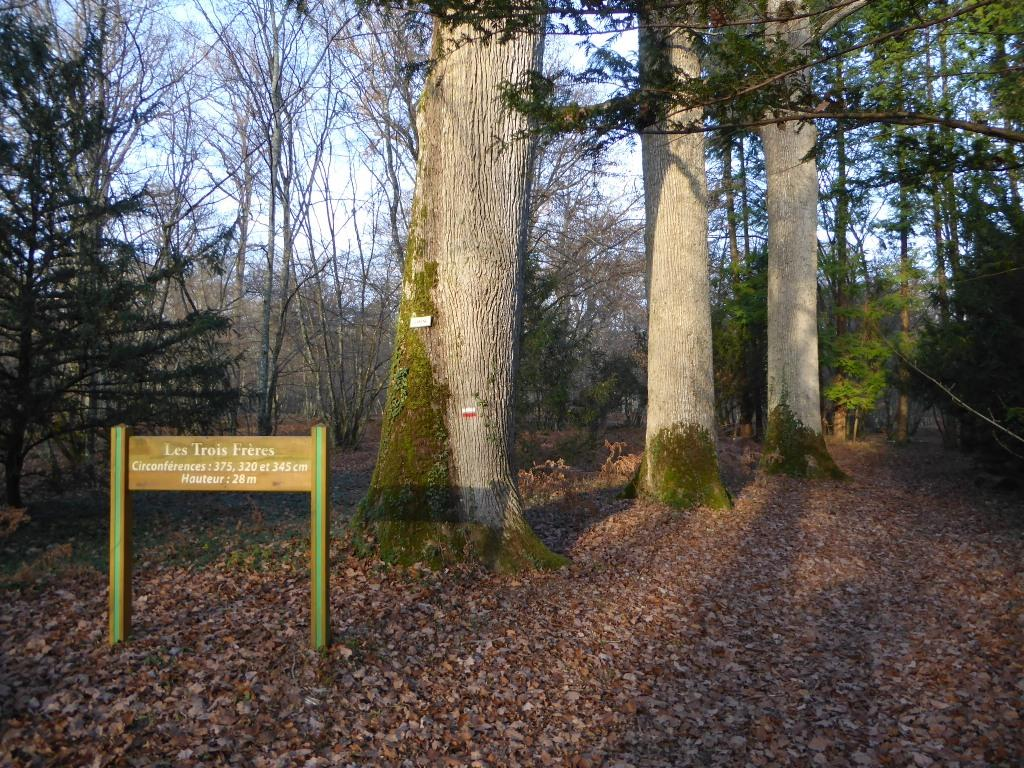
Les Trois frères - route de Romeux (massif de Lorris)

- Les Trois frères - route de Romeux (massif de Lorris)L'observatoire du Ravoir entre Les Bordes et Ouzouer-sur-Loire[25]
- L'observatoire des caillettes à Nibelle[26] ;
- Depuis 1935, l'observatoire de mesure du champ magnétique terrestre de l'Institut de physique du globe de Paris est installé au milieu de la forêt d'Orléans, sur la commune de Chambon-la-forêt, où le peu de perturbations magnétiques est particulièrement utile aux chercheurs[27] ;
- Les vestiges du viaduc de l'aérotrain traversent toujours la forêt d'Orléans au niveau de la commune de Saran ;
- La base de loisirs de l'étang de la Vallée à Combreux.
- Arbres remarquables, notamment dans le secteur Est du massif de Lorris : le Gros Chêne, le Chêne du Haut du Turc, les 3 Frères, le Chêne Paris, les séquoias du carrefour de la Résistance.

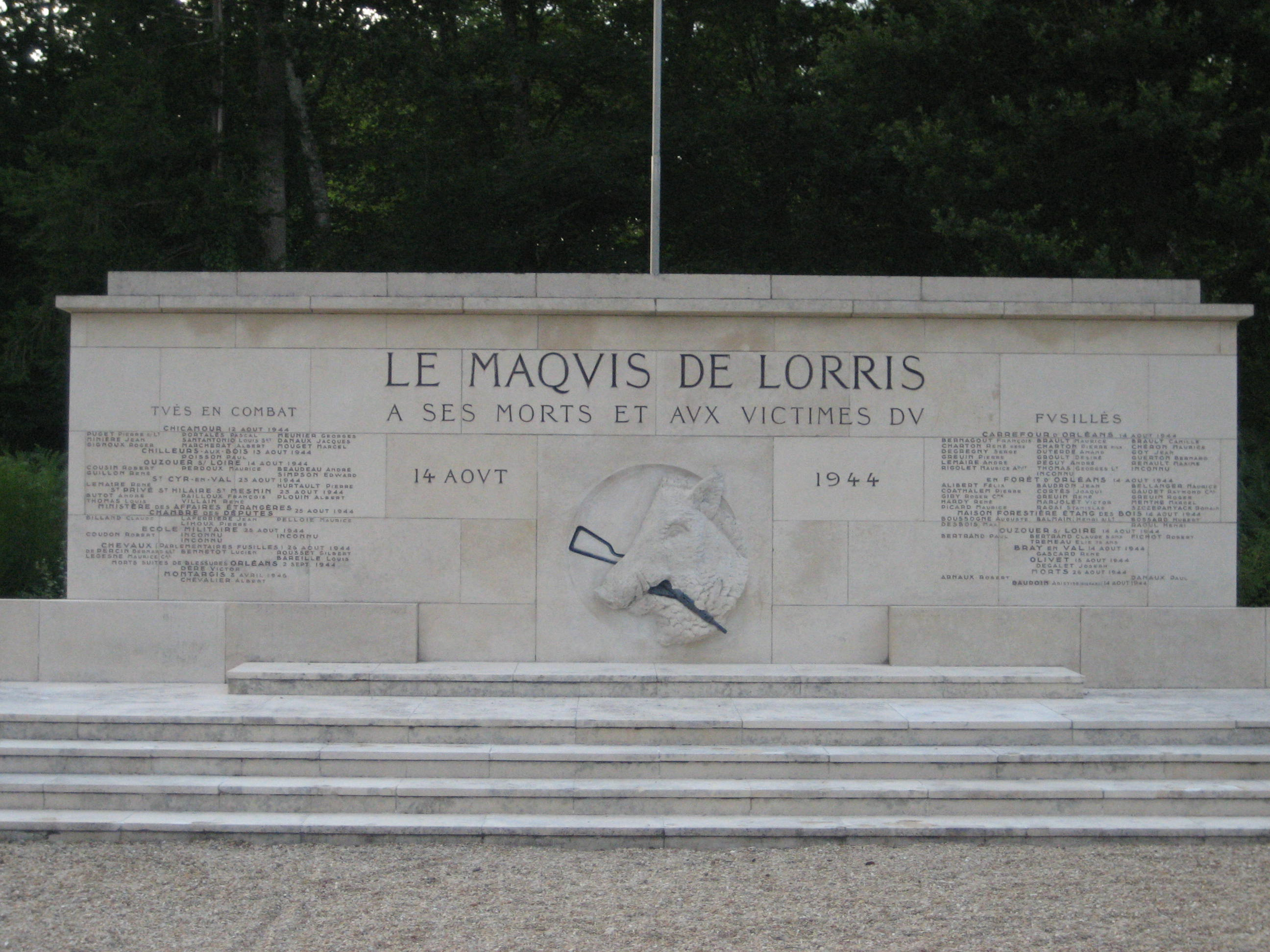
Monument du carrefour de la Résistance

### Militaire
- Une stèle commémorative est installée entre Traînou et Sully-la-Chapelle, en l'honneur de l'équipage du bombardier Consolidated B-24 Liberator tombé en 1944 ;
- Un camp militaire et un champ de tir sont situés dans la partie ouest de la forêt entre les communes de Cercottes et de Chanteau.
- Le monument dédié aux résistants du maquis de Lorris au carrefour de la Résistance.

### Religieux
- La congrégation des bénédictines de Notre-Dame du Calvaire est installée dans le monastère Notre-Dame de Bouzy-la-Forêt depuis 1999[28].
- Les vestiges de l'abbaye de la Cour-Dieu à Ingrannes.

#### Périodique
- Annales de la société des amis de la forêt d'Orléans, (OCLC 473113108)

#### Ouvrages

##### Ouvrages récents
J. Moreau - D. Langlois, Les gouffres de la forêt d'Orléans. 2023 , 78 p. (ISSN0336-1381)
- Pierre Bonnaire (dir.), La forêt d'Orléans, mythes et réalités, Éditions du Jeu de l'Oie, 2021, 296 p. (ISBN 978-2-36831-098-4, BNF 46942141).
- Jacques Baillon, Le loup autrefois en forêt d'Orléans, Romorantin-Lanthenay, CPE, 2011, 128 p. (ISBN 978-2-84503-862-2, OCLC 762689049).
- Jacques-Henry Bauchy, Histoire de la forêt d'Orléans : la forêt des libertés, Paris, Éditions de l'université et de l'enseignement moderne, coll. « Dossiers de l'Histoire », 1983, 413 p. (OCLC 12344308).
- Jacques-Henry Bauchy, Histoires extraordinaires de la forêt d'Orléans, Romorantin-Lanthenay, CPE, 2004 (ISBN 978-2-84503-297-2, OCLC 470371384).
- Jean-Noël Cardoux et Gérard Dupuy, La vénerie en forêt d'Orléans : de 1830 à nos jours, Paris, Montbel, 2006, 205 p. (ISBN 978-2-914390-59-0, OCLC 470698529).
- Catherine Michèle Thion, La forêt d'Orléans, une forêt paysanne : histoire des relations entre une forêt et des communautés riveraines (1671-1789), 2004, 411 p. (OCLC 493786006).

##### Ouvrages anciens
- Plinguet, Traité sur la réformation des forêts, Orléans, Jacob, 1789 (lire en ligne)
- Paul Domet, Les incendies dans la forêt d'Orléans : avec « rapport sur le mémoire qui précède par Paulmier », 1891, 432 p. (lire en ligne)
- Paul Domet, Histoire de la Forêt d'Orléans, H. Herluison, 1892 (OCLC 555356226, lire en ligne)

#### Articles
: document utilisé comme source pour la rédaction de cet article.
- F. Jolyet, « Plinguet et la forêt d'Orléans », Revue des eaux et forêts. Annales forestières, vol. 7,‎ 1868, p. 201-205 (lire en ligne)
- Claudine Billot, « Une chasse au sanglier dans la forêt d'Orléans en 1386 », Bibliothèque de l'école des chartes, vol. 144, no 2,‎ 1986, p. 360-365 (lire en ligne)
- Claude Milleret, « La forêt d'Orléans », Annales de Géographie, vol. 72, no 392,‎ 1963, p. 426-458 (lire en ligne)
- François Michaud-Fréjaville, « La forêt des Loges. Forêt royale au XIIIe siècle », Bulletin de la Société archéologique et historique de l'Orléanais, t. 10, no 83,‎ janvier 1989, p. 3-9 (lire en ligne)
- Michel Sanson, « La forêt d'Orléans et ses vicissitudes à travers les âges », Mémoires de la Société d'agriculture, sciences, belles-lettres et arts d'Orléans, 5e série, t. 31,‎ 1946, p. 22-34 (lire en ligne)